# Máximo López García-Riaño
Máximo López García-Riaño (El Entrego, Asturias, 1930-Oviedo, Asturias, 27 de diciembre de 2012) fue un maestro nacional de ajedrez y médico estomatólogo español. Además fue campeón provincial de Valladolid a comienzos de los años 50.

## Resultados destacados en competición
Fue subcampeón de España en el año 1959 por detrás del gran maestro internacional Arturo Pomar Salamanca.
Participó en el torneo zonal de 1960, después de ganar la clasificación al eliminar al jugador Miguel Farré Mallofré por +3-1=1.
Campeón de España por equipos con el Real Madrid Sección de Ajedrez en el año 1961. Campeón de Guipúzcoa en los años 1961 y 1971. 

## Aportación literaria
Máximo López García-Riaño escribió sobre ajedrez en el periódico ovetense La Nueva España y fue autor del libro San Sebastián 1911: el primer supertorneo de ajedrez (Madrid: editorial Chessy, 2005).